# Savva Mamontov

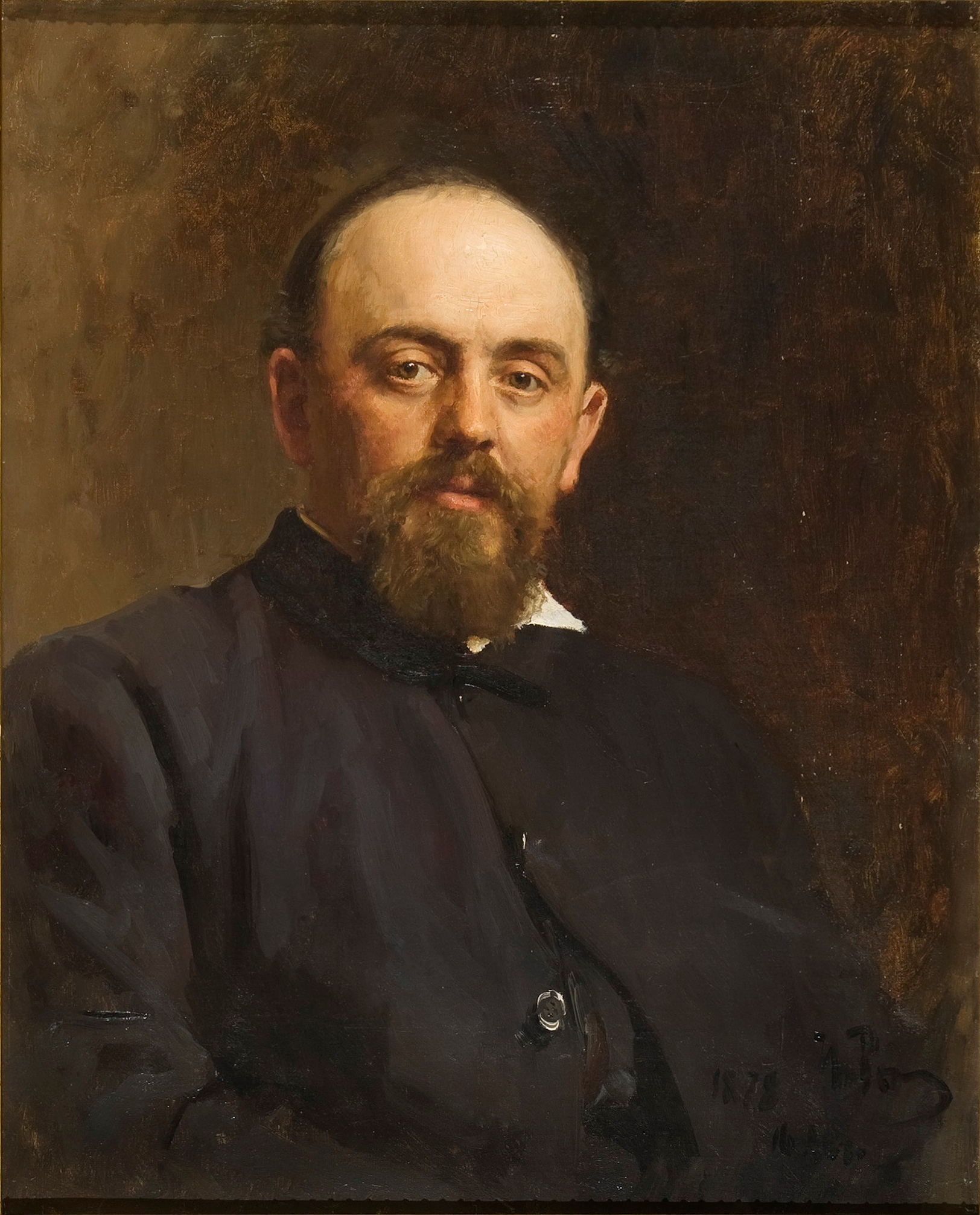
Savva Mamontov door Ilja Repin, 1878, Ambramtsevo

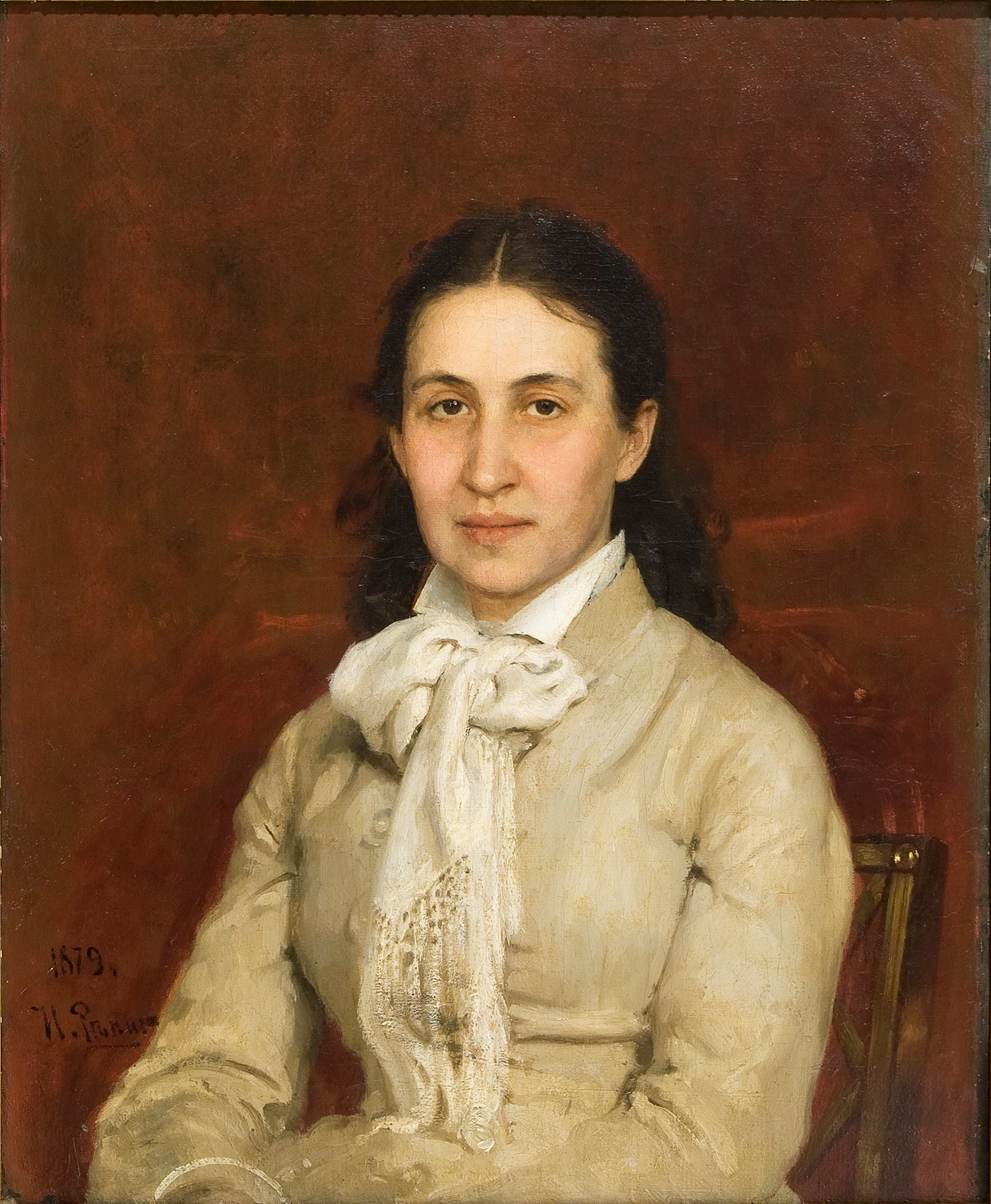
Elisaveta Mamontova door Ilja Repin, 1879, Ambramtsevo

Savva Ivanovitsj Mamontov (Russisch: Са́вва Ива́нович Ма́монтов) (Jaloetorovsk, oblast Tjoemen, 15 oktober (OS 3 oktober) 1841 - Moskou, 6 april 1918) was een beroemde Russische industrieel, handelaar, ondernemer en beschermheer van de kunsten.

## Zakenman
Hij werd geboren uit een zeer oude koopmansfamilie en was een zoon van de rijke koopman en industrieel Ivan Feodorovitsj Mamontov en Maria Tichonovna (Lachitina). Het gezin had negen kinderen, van wie Savva de vierde was. In 1841 verhuisde het gezin naar Moskou; van de beste docenten leerden de jonge Mamontovs Europese zeden en vreemde talen. Vanaf 1852 studeerde hij in Sint-Petersburg en later aan de Staatsuniversiteit van Moskou. Na een jaar gediend te hebben onder de directeur van zijn vaders oliemaatschappij in Bakoe werd hij hoofd financiën van het gehele concern en tevens aangewezen als opvolger van zijn vader.
In 1864 ging Mamontov voor herstel van een ziekte naar Italië, om informatie te vergaren over de handel in zijde. In de bakermat van de opera, Milaan, nam hij zanglessen en bereikte indrukwekkende vocale resultaten. Ook werd hij voorgesteld aan de 17-jarige Elisaveta, dochter van de Moskouse koopman Grigori Sapozjnikov, met wie hij in 1865 in het huwelijk trad. Zij was goed opgeleid en goed belezen en speelde verdienstelijk op de piano. In hun huis in Moskou kregen zij frequent bezoek van studenten en docenten van het conservatorium en van muzikanten van toonaangevende theaters.
In 1869 werd hij directeur van de spoorlijn tussen Moskou en Jaroslavl. Hij was het die door de bouw van de spoorlijn Severnaja Moskou verbond met het Russische Noorden. Hij was ook betrokken bij de bouw van de spoorlijn naar Donetsk van 1876 tot 1882. 
De aanleg van bijna de helft van de spoorwegen in het Europese deel van Rusland stond op zijn naam. Verder had hij belangen in de winning van ijzererts en de ijzergieterij-industrieën en was hij betrokken bij de metallurgie- en machinebouw.
Uiteindelijk stortte alles echter ineen. In 1899-1900 werd Mamontov ten onrechte beschuldigd van verduistering met de bouw van de spoorlijn Jaroslavl en gearresteerd. Aan het einde van 1900 werd Mamontov vrijgelaten en hij vestigde zich op zijn landgoed Abramtsevo. Hij bracht er de laatste dagen van zijn leven door en hield zich bezig met keramiek en aardewerk. Hij stierf in 1918.

## Abramtsevo

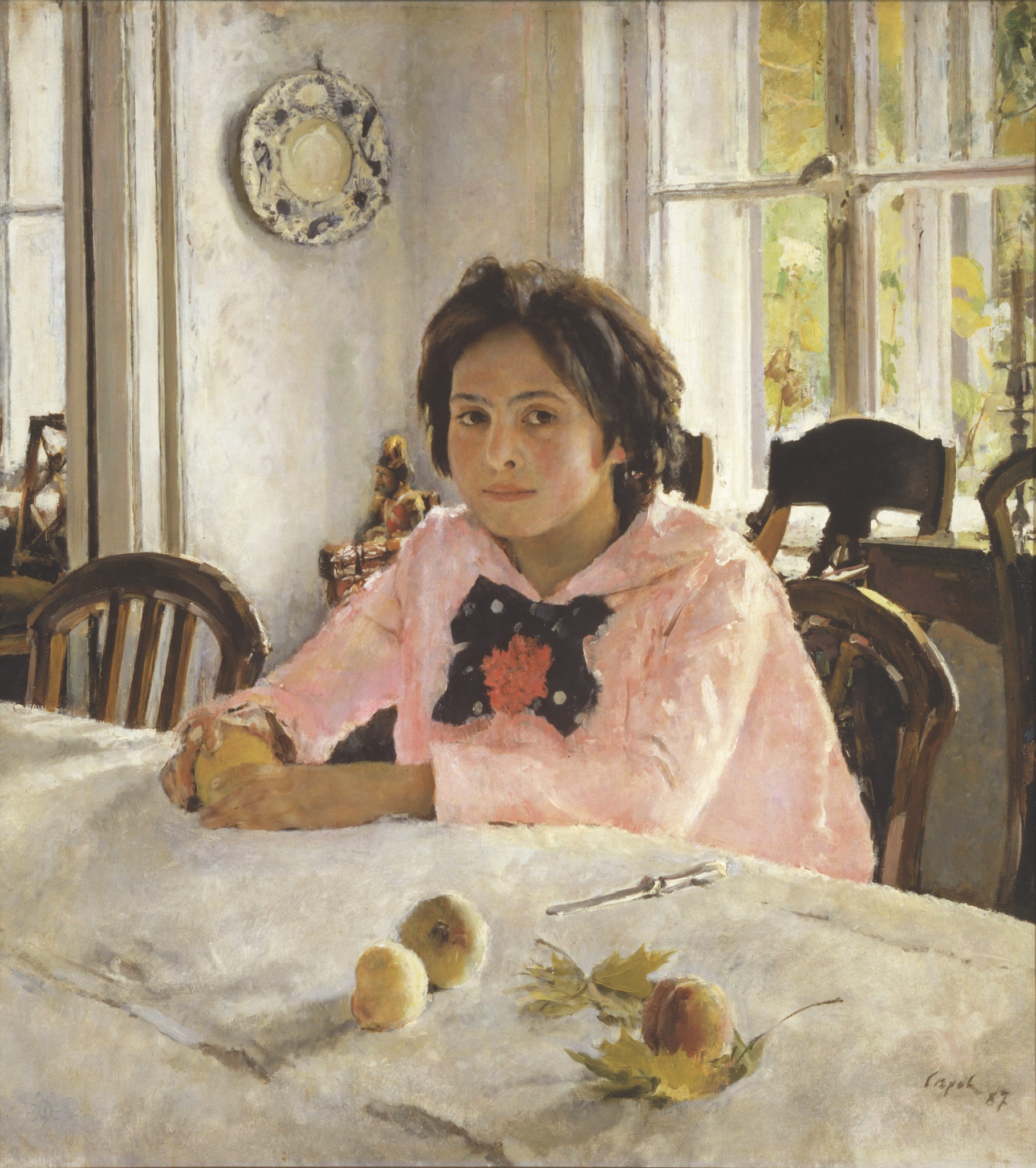
Meisje met de perziken, 1878, Abramtsevo. Portret van dochter Vera door Valentin Serov

In 1870 kocht Mamontov het landgoed Abramtsevo, gelegen ten noorden van Moskou en hij stichtte er een kunstenaarskolonie waarin veel van de beste Russische kunstenaars van het begin van de 20e eeuw hun werken uitvoerden, zoals Konstantin Korovin, Rafail Levitski, Michail Nesterov, Ilja Repin, Vasili Polenov, Valentin Serov, Michail Troebel, de broers Viktor en Apollinari Vasnetsov en de beeldhouwers Viktor Hartmann en Mark Antokolski. De kolonie van kunstenaars, die zich er tijdens de jaren 1870 en 1880 vestigden trachtten de kwaliteit en de geest van de middeleeuwse Russische kunst te doen opleven. Verschillende workshops werden daar ingericht om handgemaakte meubels, keramische tegels en zijde te produceren, welke waren doordrenkt met traditionele Russische beelden en thema's.

## Opera
Mamontov stichtte een particulier operagezelschap, dat de grote Russische bas Fjodor Sjaljapin ontdekte. Hij steunde Russische operacomponisten, onder wie Pjotr Iljitsj Tsjaikovski, Nikolaj Rimski-Korsakov, Aleksander Borodin en Modest Moessorgski. Drama en opera op Russische folklore thema's (bijvoorbeeld Rimski-Korsakov's Sneeuwmeisje) werden geproduceerd op Abramtsevo en opgevoerd met decors gemaakt door de gebroeders Viktor en Apollinari Vasnetsov, Michail Vroebel en andere voorname kunstenaars. Het operagezelschap  was de belangrijkste bijdrage van Mamontov aan de kunsten. Mamontov fungeerde als podiumregisseur, dirigent en zangleraar. 
Het succes van Mamontovs operagezelschap in de provincie werd gevolgd door succesvolle optredens in Moskou.